# Cyberthèse
Ne doit pas être confondu avec cyberthèses.
Une cyberthèse est une « orthèse fonctionnelle », attelle mobile constituant un exosquelette de soutien et de guidage de la mobilité déficiente d'un membre couplée à une commande cybernétique du système et une stimulation neuromusculaire électrique réglée en boucle fermée CLEMS (Closed-Loop Electrical Muscle Stimulation).
Le projet cyberthèses a été initié par Roland Brodard, et les orthèses développées conjointement avec FSC (Fondation Suisse pour les Cyberthèses), un organisme en liquidation depuis,.